# Partit del Moviment Nacionalista
El Partit del Moviment Nacionalista (en turc Milliyetçi Hareket Partisi, MHP), és un partit polític nacionalista i de dreta a Turquia. El seu cap fou Alparslan Türkeş fins a la seva mort el 1997. En les eleccions legislatives del 3 de novembre de 2002, va obtenir el 8,3% del vot però no va obtenir cap escó en el parlament, ja que no va superar la barrera del deu per cent dels vots totals.

## Ideologia
Encara que l'MHP té punts de vista de nacionalisme extremista i populista, té una important base d'electors -especialment en Anatòlia Central.

## Història
De la mateixa manera que la resta de partits, l'MHP va ser prohibit després del cop militar del 12 de setembre de 1980 i això va fer que perdés a molts membres dels seus estaments polítics en favor de grups com el neoliberal Partit de la Mare Pàtria (Anavatan Partisi) o vestigis de moviments islamistes. El Partit d'Acció Nacionalista (Milliyetçi Çalışdt. Partisi, MÇP) va ser fundat el 1983 com successor de l'MHP, el qual des de 1992 és refundat amb les seves sigles anteriors, MHP.

## Govern de coalició
En les eleccions de 1999, després de la captura d'Öçalan i amb el sentiment nacionalista turc en auge, sota promeses d'ajusticiar al líder kurd, el partit es converteix en el segon més important en vots, amb al voltant del 18%, el més alt de la seva història. Per tant, l'exèrcit turc força a una coalició per a formar govern amb el partit Demokratik Sol Parti (Socialdemòcrates) i l'Anavatan Partisi (ANAP), a més de suavitzar el seu discurs religiós.
L'octubre de 2024 Devlet Bahçeli, líder del Partit del Moviment Nacionalista, admetent que la lluita armada va tenir lloc quan les alternatives democràtiques es van tancar, va suggerir oferir a Abdullah Öcalan la llibertat condicional si renunciava a la violència i dissolia el PKK, i el PKK va declarar l'1 de març de 2025 un alto el foc amb Turquia, després de la crida del seu líder empresonat, Abdullah Öcalan, per desarmar-se i dissoldre's.

## Braç paramilitar
Tenen un braç paramilitar, els Llops Grisos (en turc Bozkurtlar) que va causar estralls en l'agitada època dels 70 i anys 80 amb assassinats i guerra encoberta amb militants d'esquerres.

## Resultats electorals

### Eleccions generals

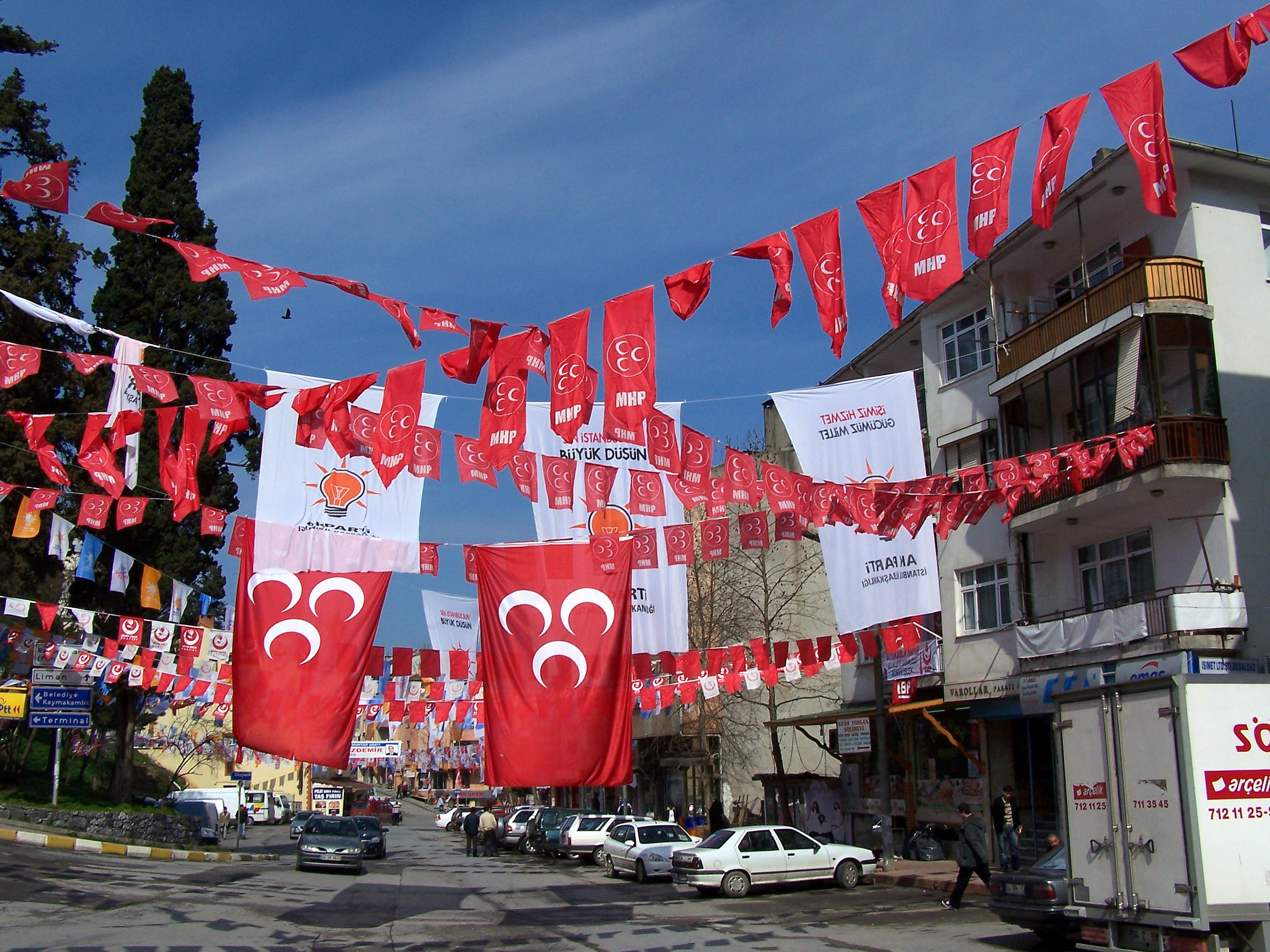
Flags of political parties before the Turkish municipal elections in Şile, Istanbul, March 2009

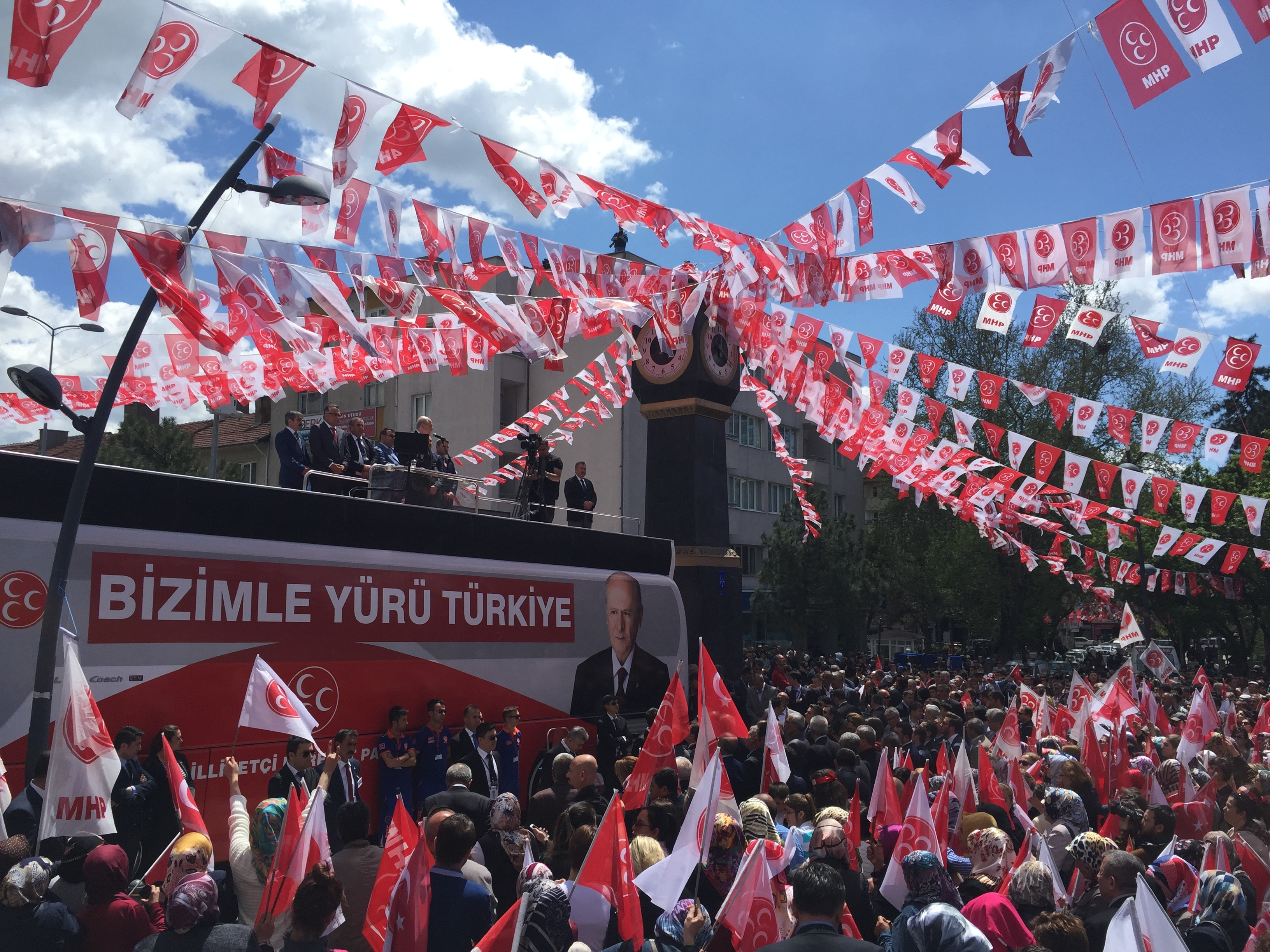
The MHP holding its electoral rally in Ankara, May 2015

| Any       | Líder                                                       | Vots                                                        | %                                                           | Escons                                                      | Pos.                                                        |
| --------- | ----------------------------------------------------------- | ----------------------------------------------------------- | ----------------------------------------------------------- | ----------------------------------------------------------- | ----------------------------------------------------------- |
| 1969      | Alparslan Türkeş                                            | 274,225                                                     | 3.02%                                                       | 3 / 450                                                     | Oposició                                                    |
| 1973      | Alparslan Türkeş                                            | 362,208                                                     | 3.38%                                                       | 3 / 450                                                     | Oposició                                                    |
| 1977      | Alparslan Türkeş                                            | 951,544                                                     | 6.42%                                                       | 16 / 450                                                    | Coalició                                                    |
| 1983      | El Partit va ser prohibit després del cop d'estat del 1980. | El Partit va ser prohibit després del cop d'estat del 1980. | El Partit va ser prohibit després del cop d'estat del 1980. | El Partit va ser prohibit després del cop d'estat del 1980. | El Partit va ser prohibit després del cop d'estat del 1980. |
| 1987      | El Partit va ser prohibit després del cop d'estat del 1980. | El Partit va ser prohibit després del cop d'estat del 1980. | El Partit va ser prohibit després del cop d'estat del 1980. | El Partit va ser prohibit després del cop d'estat del 1980. | El Partit va ser prohibit després del cop d'estat del 1980. |
| 1991      | El Partit va ser prohibit després del cop d'estat del 1980. | El Partit va ser prohibit després del cop d'estat del 1980. | El Partit va ser prohibit després del cop d'estat del 1980. | El Partit va ser prohibit després del cop d'estat del 1980. | El Partit va ser prohibit després del cop d'estat del 1980. |
| 1995      | Alparslan Türkeş                                            | 2,301,343                                                   | 8.18%                                                       | 0 / 550                                                     | Extraparlamentari                                           |
| 1999      | Devlet Bahçeli                                              | 5,606,634                                                   | 17.98%                                                      | 129 / 550                                                   | Coalició                                                    |
| 2002      | Devlet Bahçeli                                              | 2,629,808                                                   | 8.35%                                                       | 0 / 550                                                     | Extraparlamentari                                           |
| 2007      | Devlet Bahçeli                                              | 5,001,869                                                   | 14.27%                                                      | 71 / 550                                                    | Oposició                                                    |
| 2011      | Devlet Bahçeli                                              | 5,585,513                                                   | 13.01%                                                      | 53 / 550                                                    | Oposició                                                    |
| 2015 (I)  | Devlet Bahçeli                                              | 7,516,480                                                   | 16.29%                                                      | 80 / 550                                                    | Oposició                                                    |
| 2015 (II) | Devlet Bahçeli                                              | 5,599,600                                                   | 11.90%                                                      | 40 / 550                                                    | Oposició                                                    |
| 2018      | Devlet Bahçeli                                              | 5,565,331                                                   | 11.10%                                                      | 49 / 600                                                    | Suport                                                      |
| 2023      | Devlet Bahçeli                                              | 5,413,560                                                   | 10.14%                                                      | 50 / 600                                                    | Suport                                                      |

### Eleccions al Senat
| Any  | Líder            | Vots    | %    | Escons |
| ---- | ---------------- | ------- | ---- | ------ |
| 1973 | Alparslan Türkeş | 114,662 | 2.7% | 0 / 52 |
| 1975 | Alparslan Türkeş | 170,357 | 3.2% | 0 / 54 |
| 1977 | Alparslan Türkeş | 326,967 | 6.8% | 0 / 50 |
| 1979 | Alparslan Türkeş | 312,241 | 6.1% | 1 / 50 |

### Eleccions locals
| Any  | Líder                                                       | Vots                                                        | %                                                           | Escons                                                      | Mapa                                                        |
| ---- | ----------------------------------------------------------- | ----------------------------------------------------------- | ----------------------------------------------------------- | ----------------------------------------------------------- | ----------------------------------------------------------- |
| 1973 | Alparslan Türkeş                                            | 133,089                                                     | 1.33%                                                       | 5 / 1.640                                                   |                                                             |
| 1977 | Alparslan Türkeş                                            | 819,136                                                     | 6.62%                                                       | 55 / 1.730                                                  |                                                             |
| 1984 | El Partit va ser prohibit després del cop d'estat del 1980. | El Partit va ser prohibit després del cop d'estat del 1980. | El Partit va ser prohibit després del cop d'estat del 1980. | El Partit va ser prohibit després del cop d'estat del 1980. | El Partit va ser prohibit després del cop d'estat del 1980. |
| 1989 | El Partit va ser prohibit després del cop d'estat del 1980. | El Partit va ser prohibit després del cop d'estat del 1980. | El Partit va ser prohibit després del cop d'estat del 1980. | El Partit va ser prohibit després del cop d'estat del 1980. | El Partit va ser prohibit després del cop d'estat del 1980. |
| 1994 | Alparslan Türkeş                                            | 2,239,117                                                   | 7.95%                                                       | 118 / 2.710                                                 |                                                             |
| 1999 | Devlet Bahçeli                                              | 5,401,597                                                   | 17.17%                                                      | 499 / 3.215                                                 |                                                             |
| 2004 | Devlet Bahçeli                                              | 3,372,249                                                   | 10.45%                                                      | 247 / 3.193                                                 |                                                             |
| 2009 | Devlet Bahçeli                                              | 6,386,279                                                   | 15.97%                                                      | 483 / 2.903                                                 |                                                             |
| 2014 | Devlet Bahçeli                                              | 7,399,119                                                   | 17.82%                                                      | 166 / 1.351                                                 |                                                             |
| 2019 | Devlet Bahçeli                                              | 3,209,416                                                   | 7.46%                                                       | 233 / 1.355                                                 |                                                             |
| 2024 | Devlet Bahçeli                                              | -                                                           | -                                                           | -                                                           | -                                                           |